# Marcellaz-Albanais
Marcellaz-Albanais is een gemeente in het Franse departement Haute-Savoie (regio Auvergne-Rhône-Alpes) en telt 1629 inwoners (2005). De plaats maakt deel uit van het arrondissement Annecy.

## Geografie
De oppervlakte van Marcellaz-Albanais bedraagt 14,6 km², de bevolkingsdichtheid is 111,6 inwoners per km².
De onderstaande kaart toont de ligging van Marcellaz-Albanais met de belangrijkste infrastructuur en aangrenzende gemeenten.

## Demografie
Onderstaande figuur toont het verloop van het inwonertal (bron: INSEE-tellingen).